# 摩拉瓦托普利采市鎮

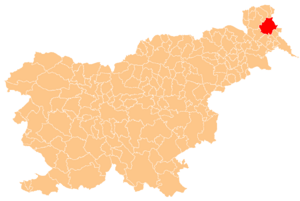
摩拉瓦托普利采市鎮於斯洛維尼亞的位置

摩拉瓦托普利采市鎮是斯洛文尼亞東北部的一個市鎮，行政中心為摩拉瓦托普利采。市镇面積为144.5平方公里，2002年人口6151。人口密度約43人/km2。

## 外部連結
- 官方网站  （斯洛文尼亚文）
- Municipality of Moravske Toplice on Geopedia （页面存档备份，存于）